# Palpana
Le Palpana est un stratovolcan situé dans le Nord du Chili dans la région d'Antofagasta, culminant à l’altitude de 6 023 ou 6 040 mètres. Il est situé entre le bassin du río Loa et les déserts de sel salar de Ascotán (en) et salar de Carcote (en).
La montagne est vénérée par les populations pastorales vivant à proximité, et un sanctuaire préhispanique a été découvert à son sommet.

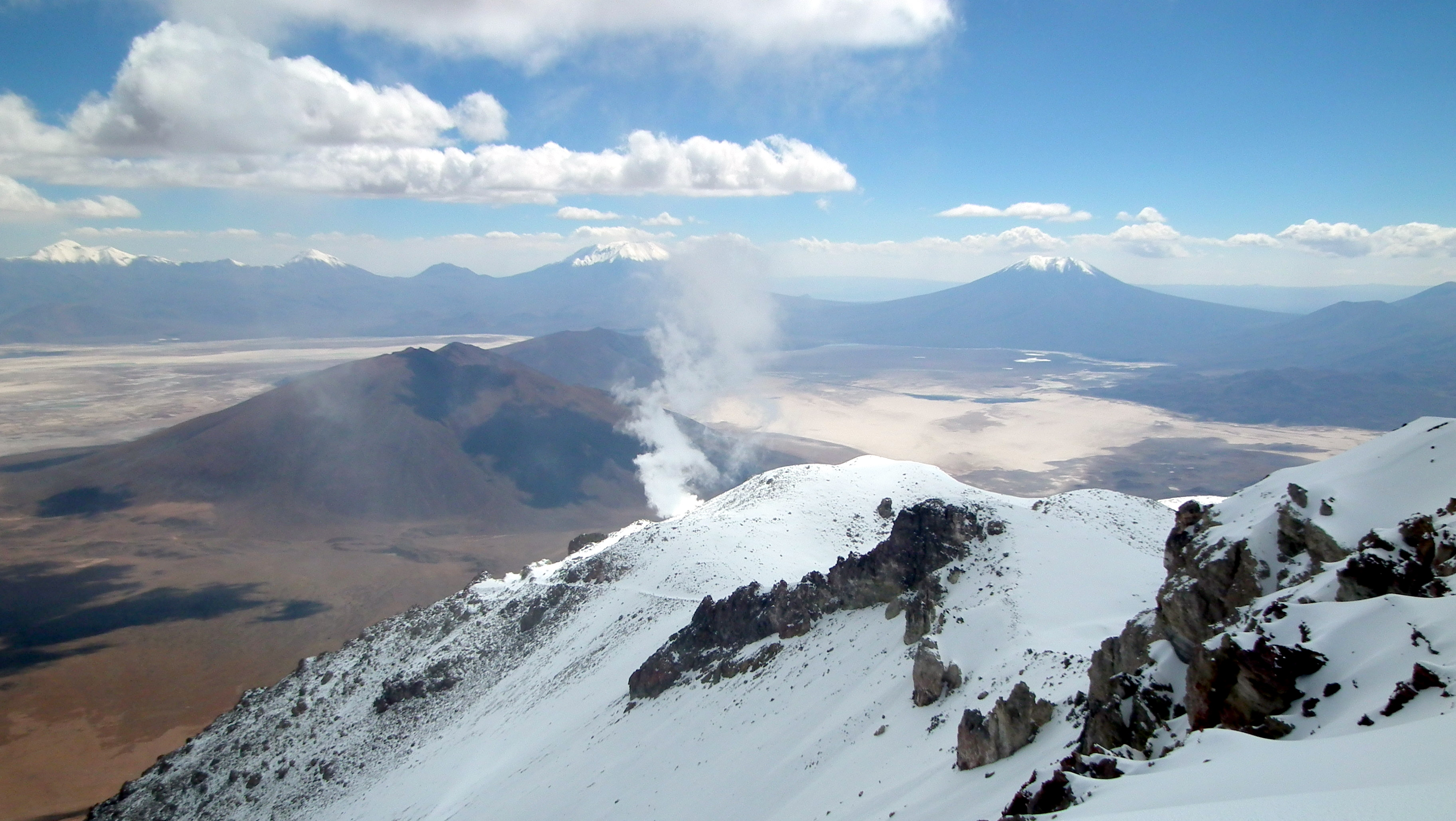
Vue du Palpana (en haut au centre) depuis le sommet de l'Ollagüe.